# Kamaladdin Gafarov
Kamaladdin Gafarov est membre de VI convocations de l'Assemblée nationale d'Azerbaïdjan.

## Biographie
Kamaladdin Gafarov est né le 7 septembre 1976 à Nakhitchevan. Il est diplômé de la faculté "Finance et crédit" de l'Université d'État d'économie d'Azerbaïdjan.
En 2014-2015, Gafarov a travaillé comme directeur général adjoint du Centre national d'oncologie du ministère de la Santé de la République d'Azerbaïdjan.
Kamaladdin Gafarov est membre de la Commission de la santé de l'Assemblée nationale.
Il parle russe et turc.